# روبرت وايت (مدير فني)
روبرت وايت (بالإنجليزية: Robert White)‏ هو مدير فني أمريكي، ولد في 28 سبتمبر 1912 في ريتشموند في الولايات المتحدة، وتوفي في 16 أغسطس 1969 في واشنطن العاصمة في الولايات المتحدة.